# ويليام فرانك رايشنباخ سينيور
ويليام فرانك رايشنباخ سينيور (بالإنجليزية: William Frank Reichenbach Sr.)‏ هو عازف جاز أمريكي، ولد في 18 ديسمبر 1923 في واشنطن العاصمة في الولايات المتحدة، وتوفي في 16 مايو 2008 في هوليوود في الولايات المتحدة.

## وصلات خارجية
- ويليام فرانك رايشنباخ سينيور على موقع ميوزك برينز (الإنجليزية)
- ويليام فرانك رايشنباخ سينيور على موقع أول ميوزيك (الإنجليزية)
- ويليام فرانك رايشنباخ سينيور على موقع ديسكوغز (الإنجليزية)